# Sexualité orale
La sexualité orale est l'ensemble des formes et pratiques sexuelles dont le principe est la stimulation du sexe d'une personne par la bouche, la langue ou les lèvres buccales d'une autre (ou d'elle-même). Ces pratiques incluent notamment la fellation (dont l'autofellation et l'irrumation), le cunnilingus et l'anulingus.
Le sexe oral peut entraîner une éjaculation du pénis de la personne recevant l'acte dans la bouche de celle qui pratique l'acte, ou bien la sécrétion des fluides de la vulve de la personne léchée à la suite d'un cunnilingus.
La pratique de stimulation orale mutuelle et simultanée des deux partenaires a pour nom le 69 du fait de la similitude entre la position prise par les deux pratiquants et la graphie dudit nombre.
La sexualité orale peut représenter des préliminaires à une pénétration, ou une pratique menant en soi à l'orgasme.

## Pratiques

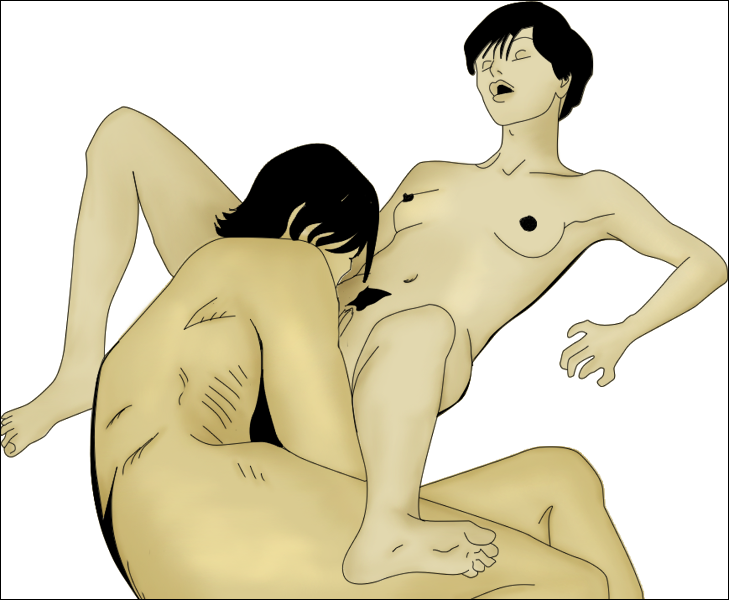
Cunnilingus.
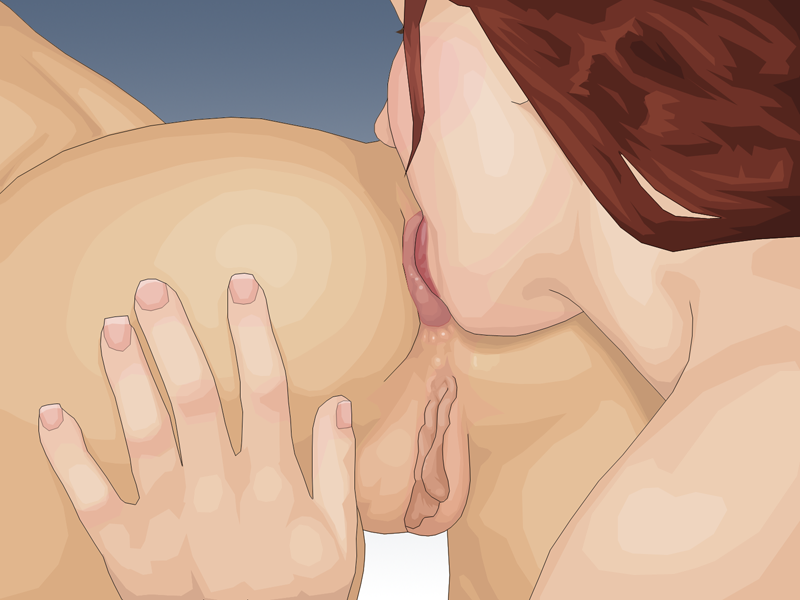
Anulingus : sous la langue, on aperçoit la vulve de la personne léchée.
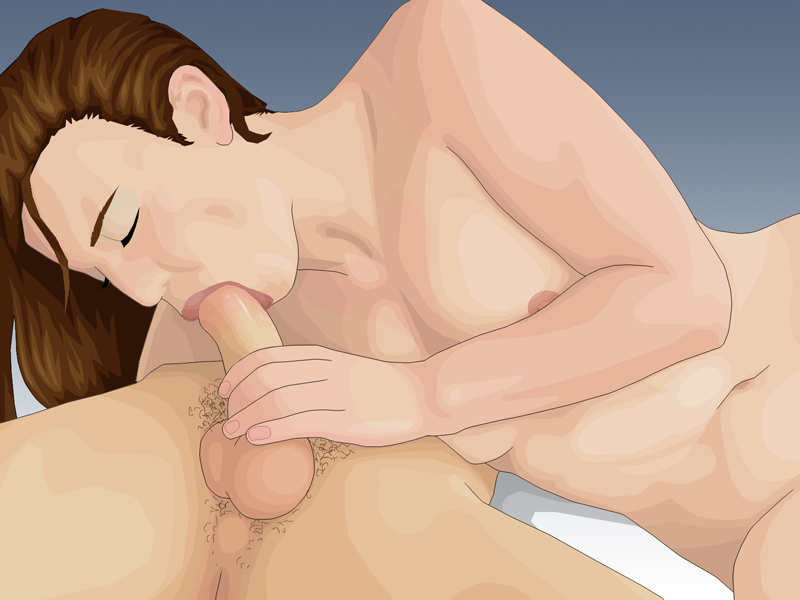
Fellation.

### Fellation
La fellation consiste pour une personne à stimuler le pénis de son partenaire à l'aide de ses parties buccales : la bouche, les lèvres et la langue. Elle peut mener à l'éjaculation du sperme dans la bouche du partenaire actif ou sur une partie de son corps, comme son visage. La pratique de la "gorge profonde" est un type de fellation où le pénis de la personne passive s'insère en profondeur dans la gorge.

### Irrumation
L'irrumation, ou pénétration buccale, est une variante de la fellation dans lesquels les rôles sont inversés : la personne qui reçoit la stimulation sexuelle est celle qui accomplit un mouvement de va-et-vient de son pénis dans la bouche de son ou sa partenaire. L'irrumation peut également mener à l'éjaculation du sperme dans la bouche de la personne pénétrée ou sur une partie de son corps, comme son visage. La pratique de la "gorge profonde" peut aussi s'apparenter à l'irrumation.

### Cunnilingus
Pratique sexuelle inverse de la fellation et de l'irrumation, le cunnilingus (ou cunnilinctus) consiste à stimuler les différentes parties de la vulve (notamment le clitoris) à l'aide de la langue, des lèvres ou du nez. Il est utilisé soit comme préliminaire, soit mené jusqu'à l'orgasme et se prête à la pratique de l'edging.

### Anulingus
L'anulingus ou anilinctus voire anilingus en langage populaire, est une pratique sexuelle consistant en la stimulation orale de l'anus ou du périnée de son partenaire.

## Dans les arts

### Dessin, peinture

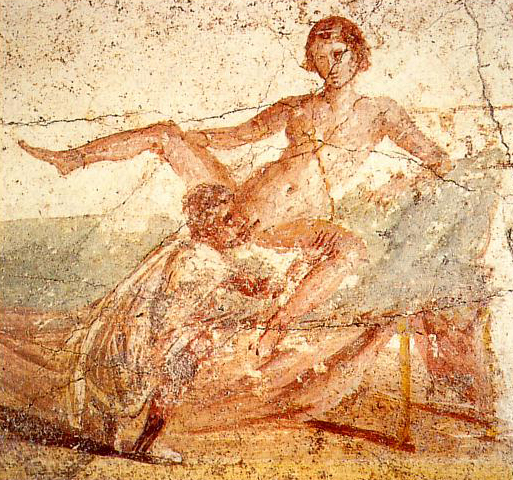
Cunnilingus sur une fresque des thermes suburbains à Pompéi (Ier siècle).
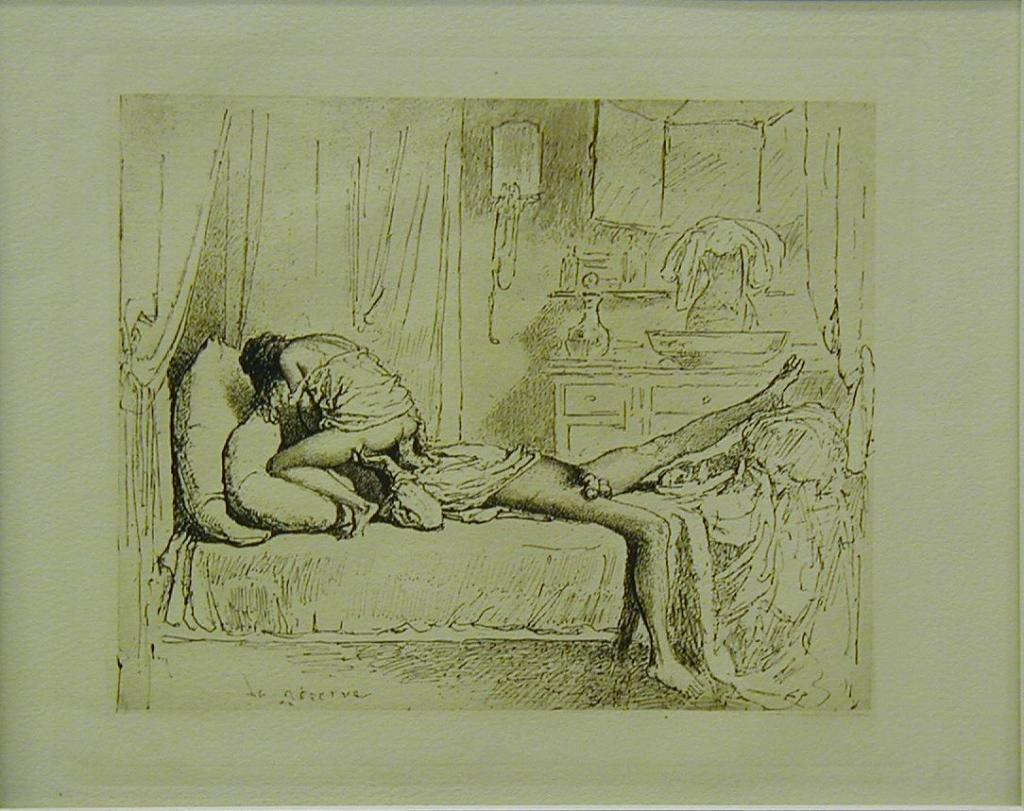
Facesitting, illustration de Mihály Zichy.
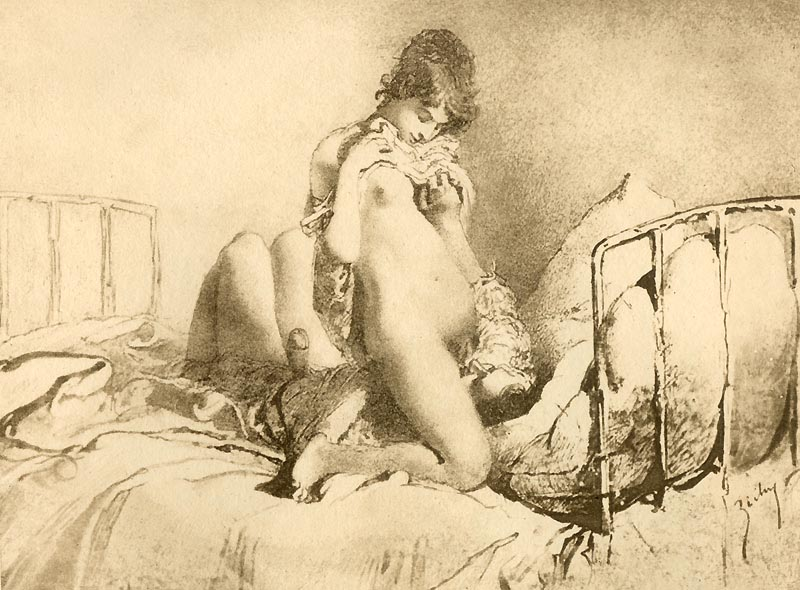
Facesitting, illustration de Mihály Zichy.
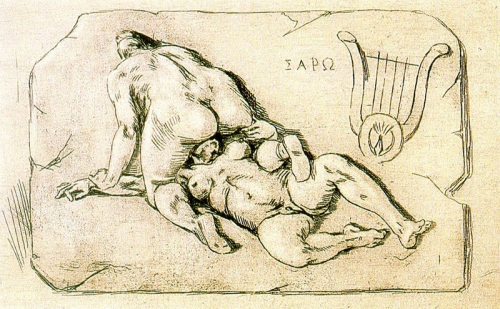
Facesitting, illustration de Félicien Rops.
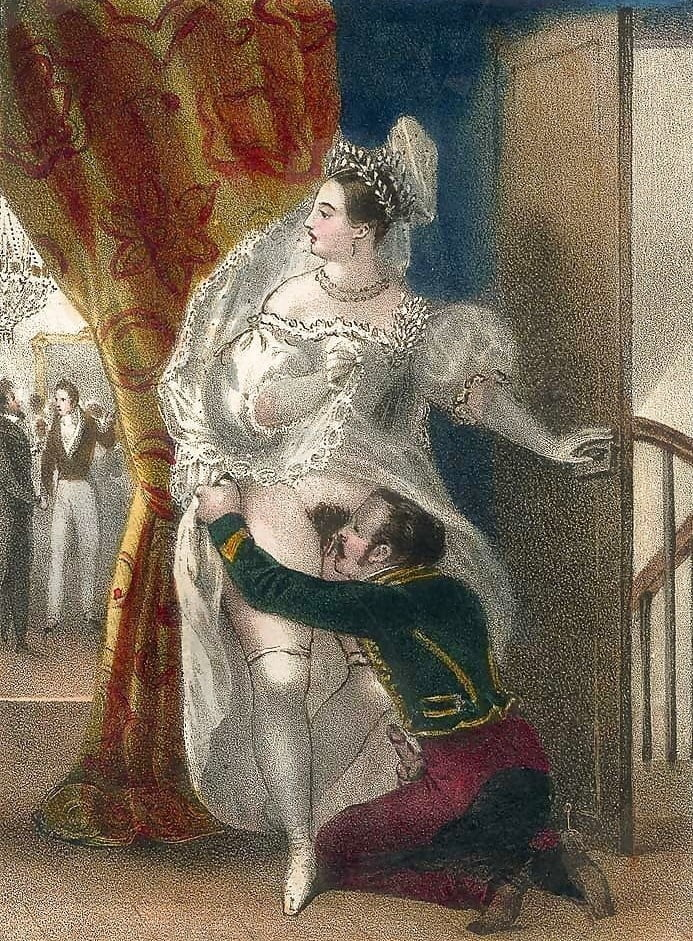
Position debout, illustration d'Achille Devéria.
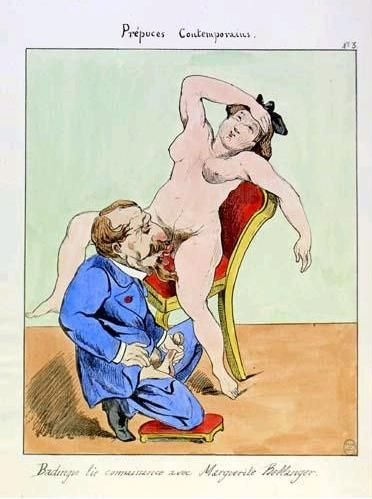
Position assise (caricature anonyme de Napoléon III honorant sa maîtresse, Marguerite Bellanger).
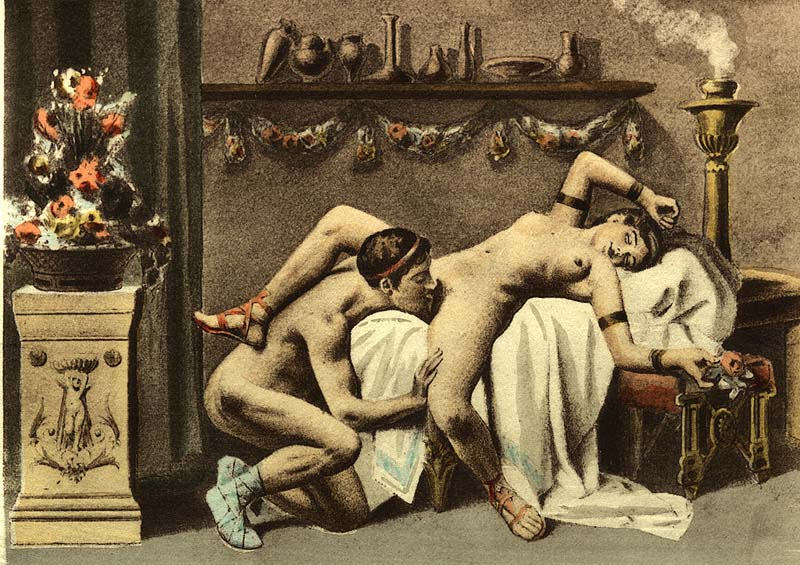
Homme faisant un cunnilingus à une femme, illustration d'Édouard-Henri Avril.
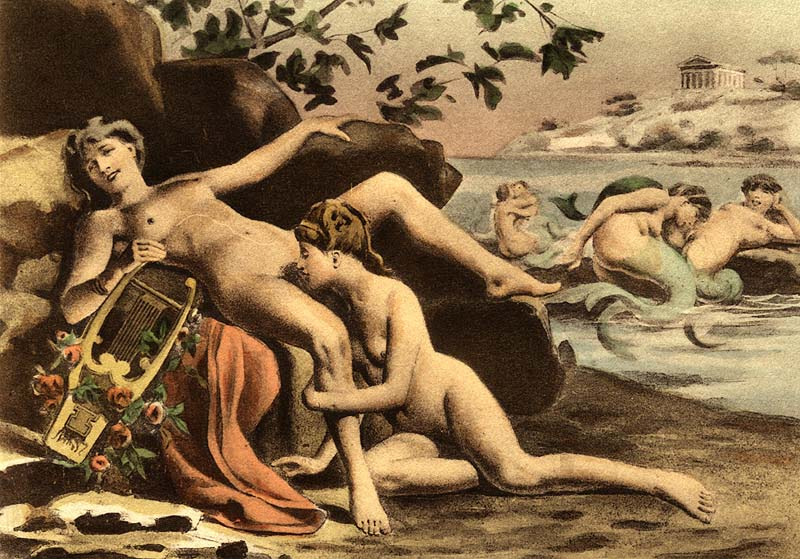
Cunnilingus lesbien avec position intermédiaire entre missionnaire et position assise.
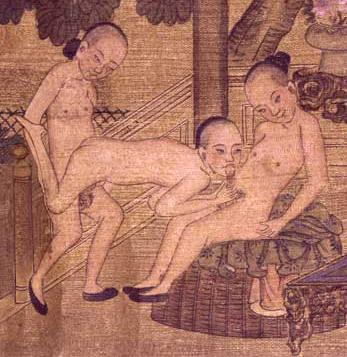
Rouleau de papier chinois aquarellé (fin XIXe siècle) montrant un jeune homme pratiquant la sexualité orale sur un autre garçon.
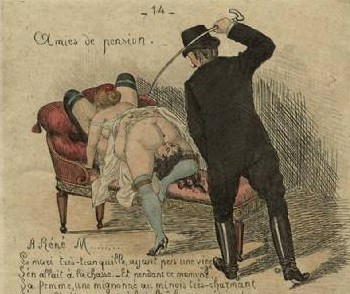
Amies de pension, double cunnilingus en 69 (vers 1890).
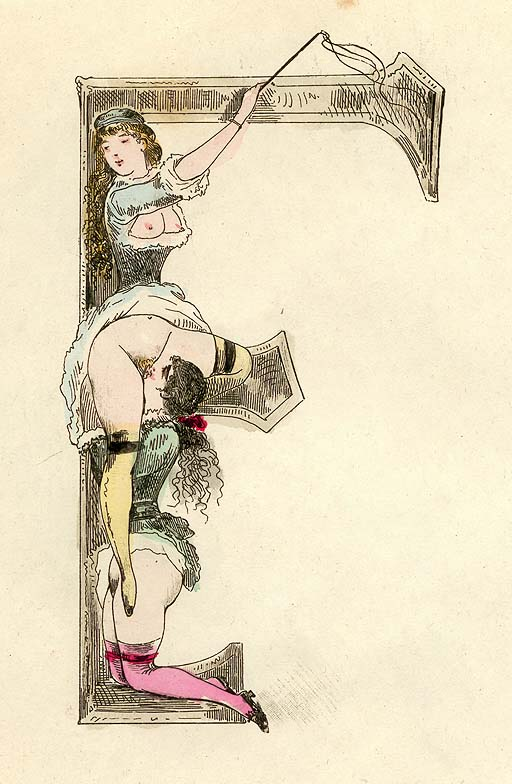
F majuscule de l'Alphabet érotique de Joseph Apoux.
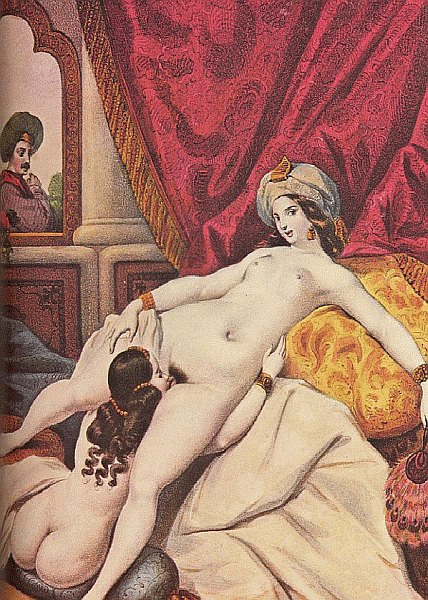
Une représentation orientaliste par Achille Devéria.
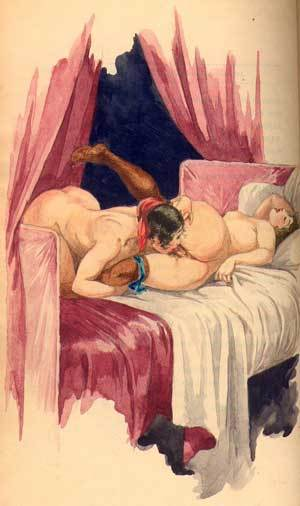
Scène érotique entre deux femmes tirée de Un été à la campagne de Gustave Droz (1910).
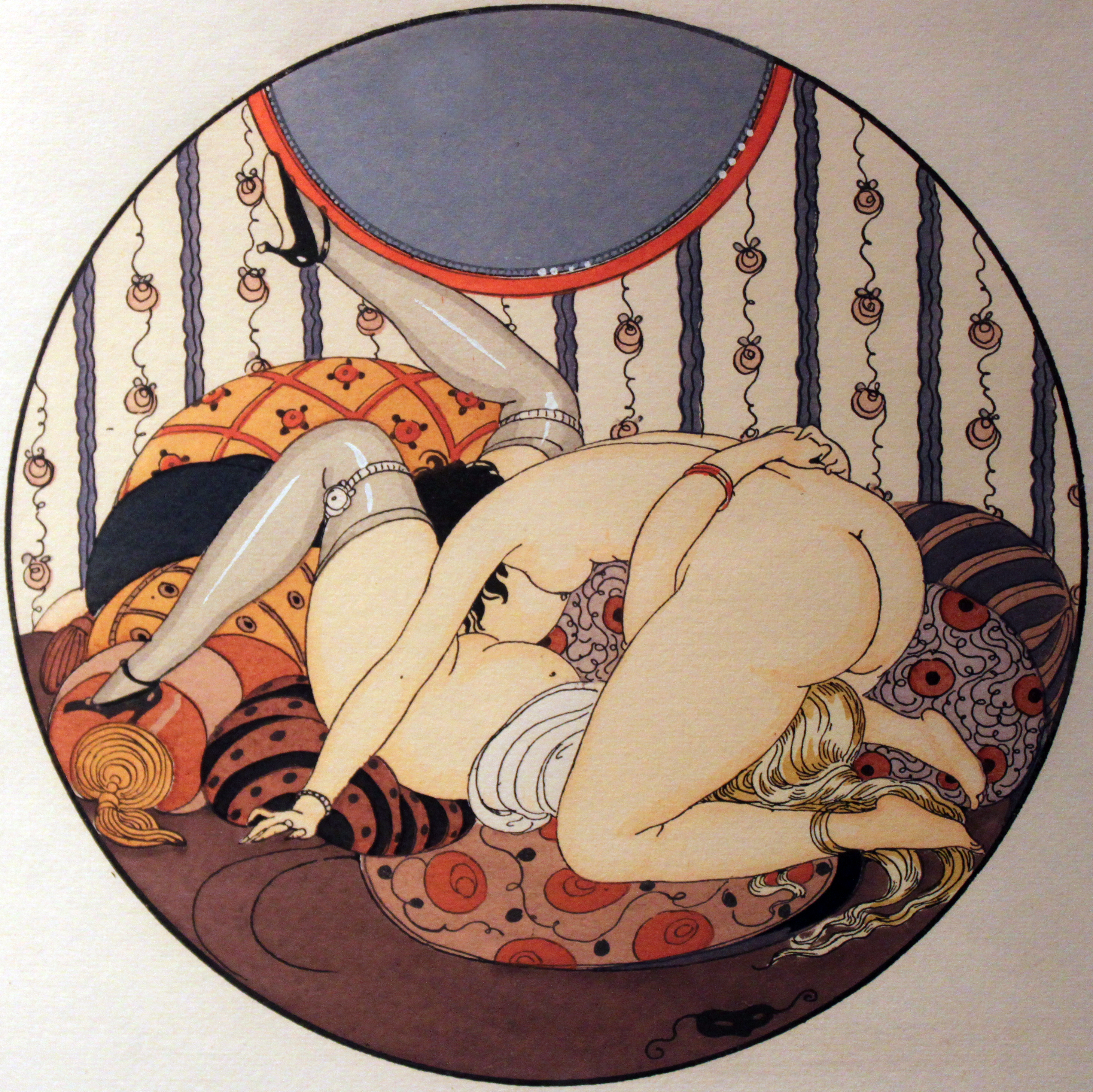
69 entre deux femmes, aquarelle de Gerda Wegener, Les Délassements d'Éros (1925).
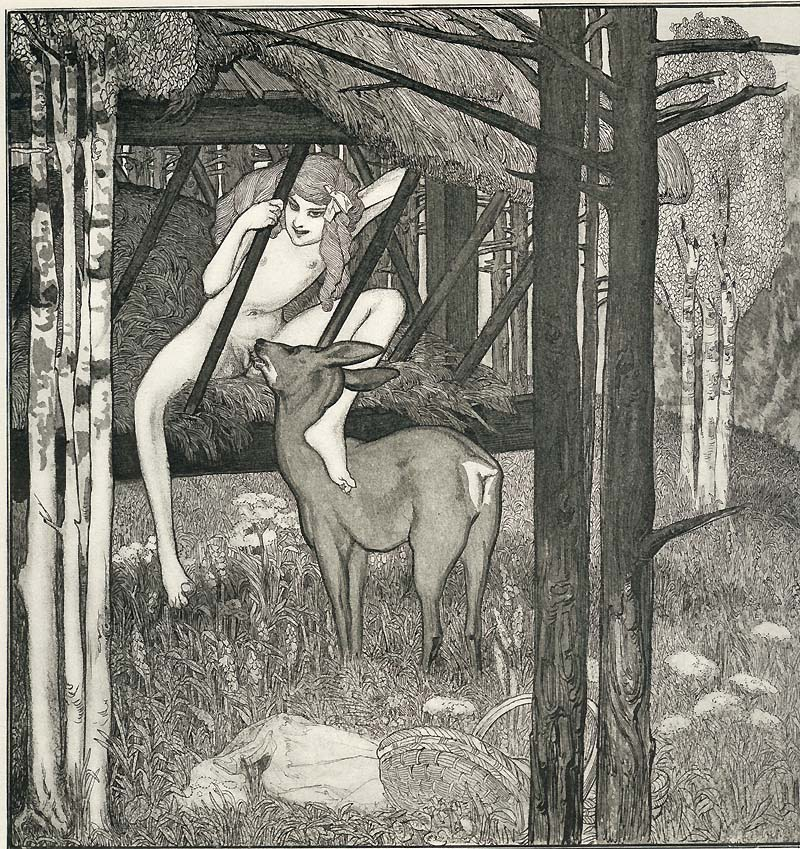
Version zoophile du cunnilingus, illustration de Franz von Bayros.